# ثريا حلمي
ثريا حلمي (26 سبتمبر 1923  - 9 أغسطس 1994)، ممثلة مصرية.

## عن حياتها
برعت في المونولوج والرقص والتمثيل، ولدت في مدينة مغاغة في محافظة المنيا، وهي من عائلة فنية. تُعتبر أشهر فنانة مصرية قدمت فن المونولوج في مصر والعالم العربي، وتخصصت في أدائه إلاّ أن هذا لم يمنعها من ممارسة كل ألوان الفن والموسيقى والرقص والتمثيل.
تألقت في فن المونولوج واستمرت في أدائه من العام 1944 وحتى العام 1966، وغنت ما يقرب من 300 مونولوج، من أشهرها "أديني عقلك"، "ياسيدي عيب"، كما وقفت على خشبة المسرح وقدمت العديد من المسرحيات منها لوكاندة الفردوس، مع خالص تحياتي. بدأت ثريا حلمي مشوارها السينمائي في عام 1940 في فيلم حياة الظلام حيث توالت أفلامها في السينما المصرية ومن بينها فيلم أخيرا تزوجت، لو كنت غني، العريس الخامس، نداء الدم، عريس الهنا، من الجاني، بائعة الخبز، السوق السوداء، ليلة الحظ، القرش الأبيض، ليلة الجمعة، كازينو اللطافة، كيلو 99، موعد في البرج، كرامة زوجتي، دلال المصرية، الجوع، المليونيرة الحافية. توفيت في يوم 9 أغسطس 1994 عن عمر 70 عاماً.

## أعمالها

### من الأفلام
- لو كنت غني 1942
- فيلم اليتيمتين 1949
- السوق السوداء 1945
- بيت الاشباح
- موعد في البرج 1962
- كرامة زوجتي 1967
- دلال المصرية 1970
- المليونيرة الحافية 1987

### مسرحيات
- لوكاندة الفردوس: 1964

## روابط خارجية
- ثريا حلمي على موقع الدهليز
- ثريا حلمي على موقع قاعدة بيانات الأفلام العربية
- ثريا حلمي على موقع ديسكوغز (الإنجليزية)